# 1994 في كوريا الشمالية
فيما يلي قوائم الأحداث التي وقعت خلال عام 1994 في كوريا الشمالية.

## سياسة

### تعيين في المنصب
- 8 يوليو – كم جونغ إل الزعيم الأعلى لكوريا الشمالية.

### انتهاء فترة المنصب
- 8 يوليو – كم إل سونغ رئيس جمهورية كوريا الديمقراطية [الإنجليزية]‏، الزعيم الأعلى لكوريا الشمالية، الأمين الأول لحزب العمال الكوري.

## مواليد

### يناير
- 8 يناير – سو كيونغ جن لاعب كرة قدم كوري شمالي.

### فبراير
- 16 فبراير – جانغ كوك-تشول لاعب كرة قدم كوري شمالي.

## وفيات

### يوليو
- 8 يوليو – كم إل سونغ (مواليد 1912) رئيس جمهورية كوريا الشعبية الدمقراطية.
- 19 يوليو – تشوي تاي مين (مواليد 1912)